# Chèvremont
Chèvremont (Duits: Geisenberg) is een gemeente in het Franse departement Territoire de Belfort (regio Bourgogne-Franche-Comté) en telt 1269 inwoners (2004). In het Elzassisch of het Duits heette de plaats vroeger Geisenberg. De gemeente maakt deel uit van het arrondissement Belfort.

## Geschiedenis
In 1973 fuseerde Chèvremont met Fontenelle tot de gemeente Chèvremont-Fontenelle. Deze fusie werd in 1978 weer ongedaan gemaakt.
De gemeente maakt sinds 22 maart 2015 deel uit van het kanton Châtenois-les-Forges. Voor die dag viel de gemeente onder het op diezelfde dag opgeheven kanton Danjoutin.

## Geografie
De oppervlakte van Chèvremont bedraagt 8,8 km², de bevolkingsdichtheid is 144,2 inwoners per km².

## Verkeer en vervoer
In de gemeente ligt spoorwegstation Chèvremont.
De onderstaande kaart toont de ligging van Chèvremont met de belangrijkste infrastructuur en aangrenzende gemeenten.

## Demografie
Onderstaande figuur toont het verloop van het inwonertal (bron: INSEE-tellingen).